# Załoga (pismo)
Załoga – pismo wydawane przez organizację Załoga, podporządkowaną politycznie Grupie "Szańca", przeznaczone dla środowiska robotniczego, dwutygodnik, wychodziło od marca 1942 r. do (prawdopodobnie) maja 1944 r.
Pismo ukazywało się w podobnej formule co „Placówka”. Na czele redakcji stał Franciszek Kotulecki ps. „Budzisz” (jeden z autorów programu politycznego Grupy „Szańca” pt.: Jaką chcemy mieć Polskę? z września 1941 r.). Pismo w przystępny sposób omawiało bieżące wydarzenia polityczne, przedstawiało poglądy Grupy "Szańca" oraz sytuację militarną na poszczególnych frontach wojny. Poruszano w nim także zagadnienia dotyczące środowiska robotniczego np. los robotników przymusowych wywiezionych do Rzeszy.